# Saurauia cuatrecasana
Saurauia cuatrecasana är en tvåhjärtbladig växtart som beskrevs av Richard Evans Schultes. Saurauia cuatrecasana ingår i släktet Saurauia och familjen Actinidiaceae. Inga underarter finns listade i Catalogue of Life.